# Ingelheim
Ingelheim am Rhein és una ciutat alemanya de l'estat federal Renània-Palatinat situada a la riba oest del riu Rin. Té uns 25.000habitants i constitueix el centre administratiu de la comarca Mainz-Bingen.

## Toponímia
El sufix -heim significa "llar" i és molt freqüent en la toponímia de les zones de Renània i Hesse. Entre els segles V i XVI era habitual posar a les poblacions el nom del líder que les havia creat, per tant el nom voldria dir "la llar d'Ingel". El nom però no sempre apareix escrit de la mateixa manera. Segons la data de cada document, es pot veure l'evolució de l'idioma dels francs, habitants originaris d'aquest indret: Ingilinhaim, Ingilinheim (782), Ingilenhaim, Engelheim, Hengilonheim, Engilonheim (822), Engilinheim (826), Hingilinheim (855), Ingilunheim (874), Ingulinheim (889), Ingelesheim (891), Ingelenheim (940), Anglia sedes (1051), Ingilheim i també Ingelnheim a partir del 1286 hacia. Des del 1269 es diferencia entre la zona nord (Ober) d'Ingelheim i la zona sud (Nieder).

## Geografia

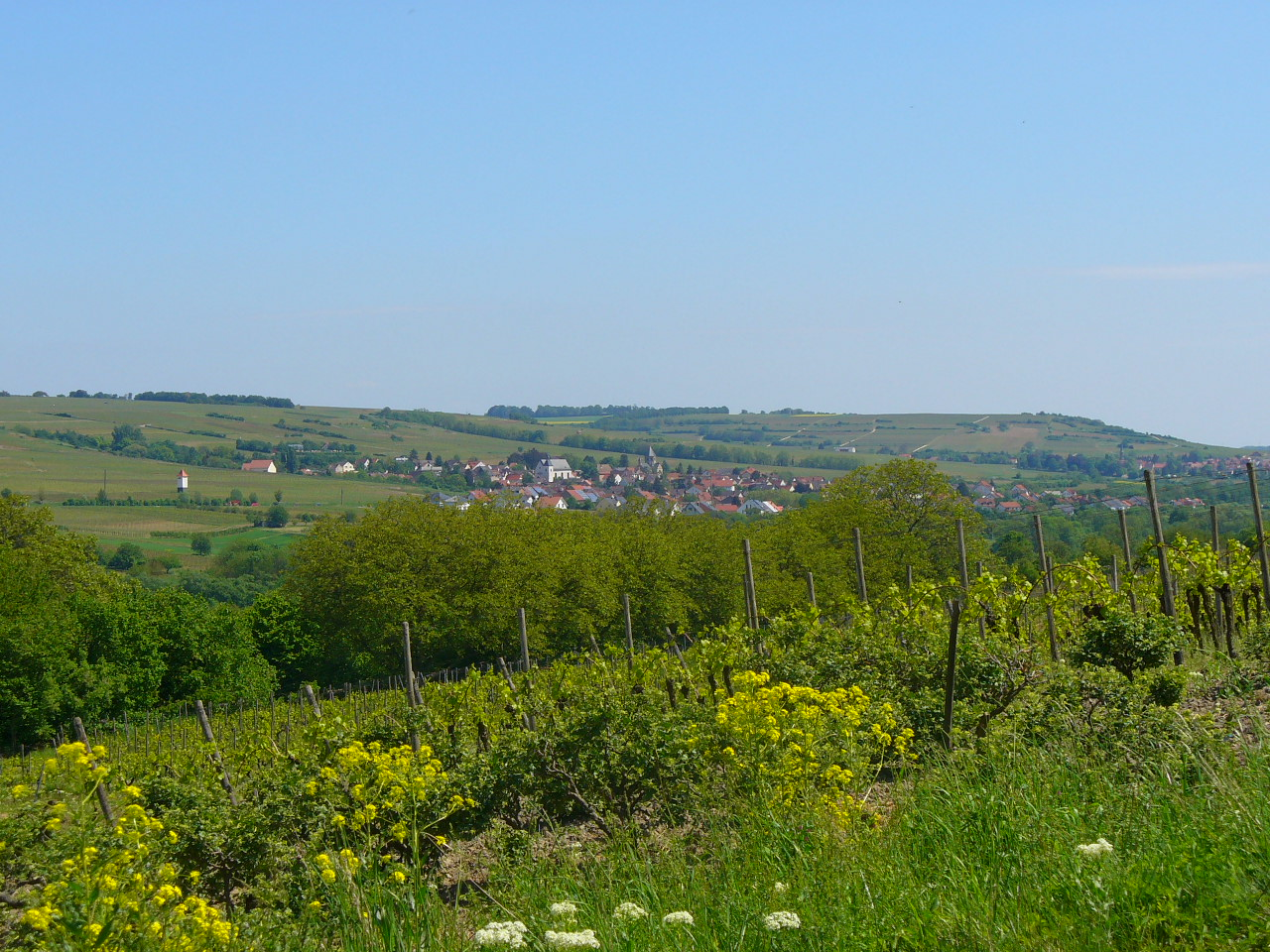
Vista de Groß-Winternheim

Ingelheim am Rhein es troba al nord de Renania-Hesse, en la zona anomenada "genoll del Rin", a l'est de la capital de l'estat, Magúncia. El Rin fa de frontera natural en la zona septentrional del municipi. Al sud està la vall del Selz i les muntanyes de Magúncia.
El punt més baix del municipi està a la riba del Rin, a 80,8 metres sobre el nivell del mar, mentre que els punts més elevats es troben a les muntanyes, les quals arriben a cims de 247,8 msnm.
L'extensió del municipi està en 7,9 km de nord a sud i 5 km d'est a oest.
Geològicament parlant, està situat sobre uns terrenys de roca calcària que daten del Terciari i que són visibles a les bandes de l'autopista Konrad-Adenauer-Straße.
Aquestes terres estan legalment protegides, el seu dany o retirada es considera un delicte contra la naturalesa i el paisatge. Al subsòl també hi ha argiles i margues que daten de l'Oligocè i formaven part d'una zona coberta pel mar. De sud a nord el nucli urbà està travessat pel Selz, un canal del riu Rin.
L'actual zona oest d'Ingelheim està ocupant un antic bosc de pins que ha anat minvant per a ser ocupat per terres de conreu i habitatges.

Hi ha una fauna pròpia d'aquesta zona:

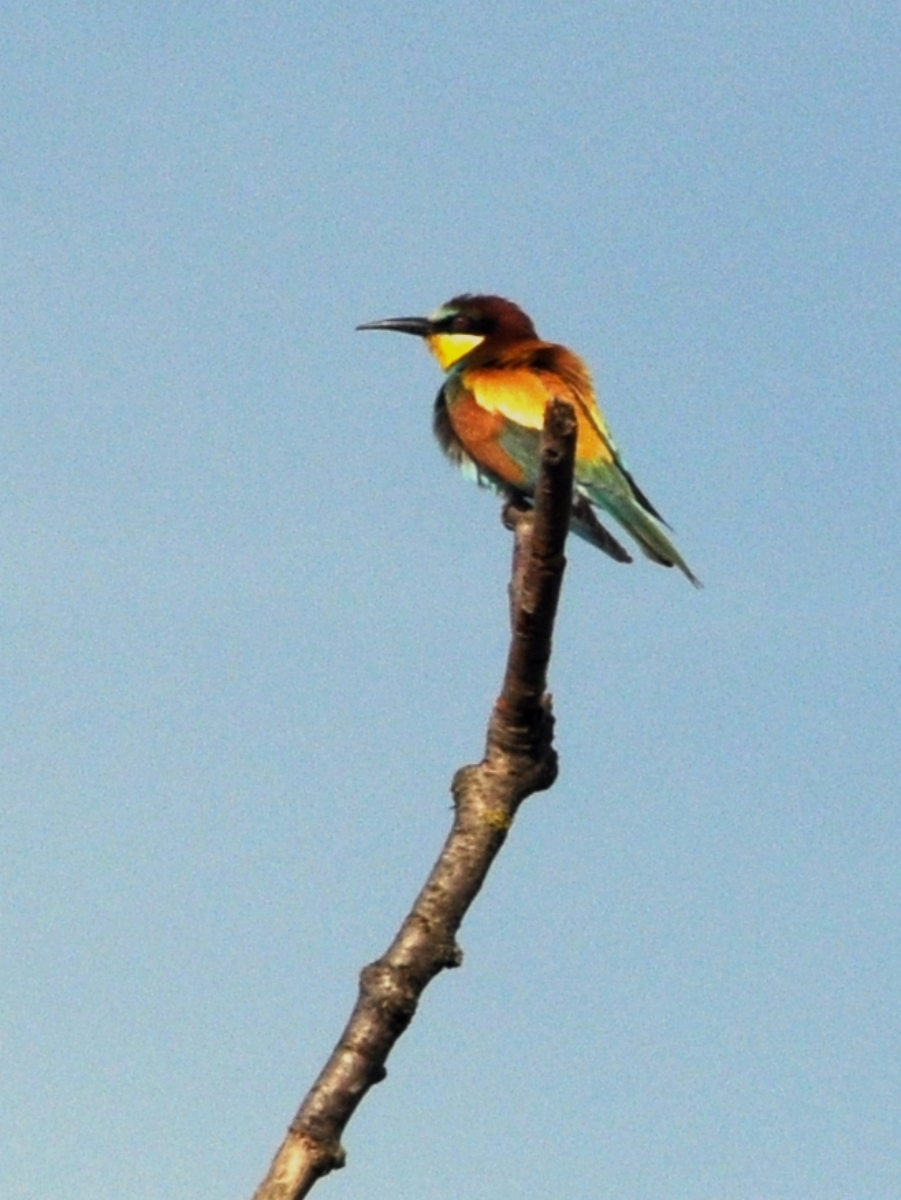
Merops apiaster (Abellerol Europeu)
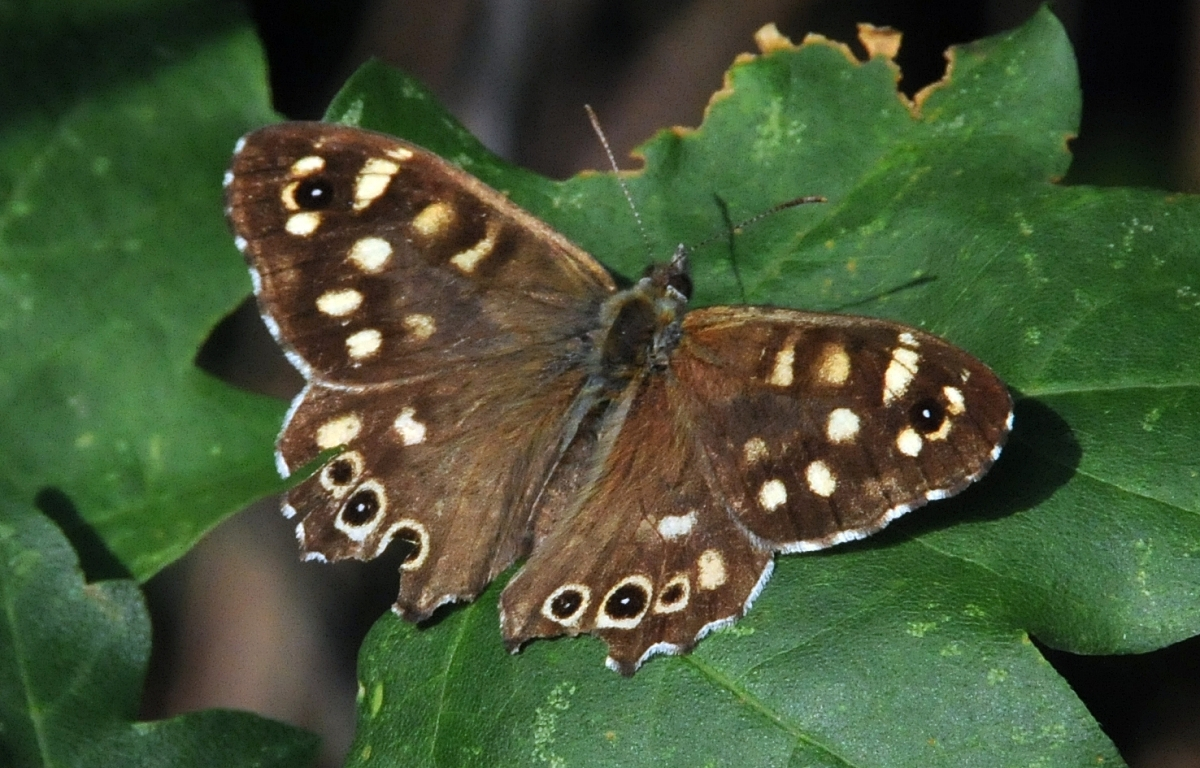
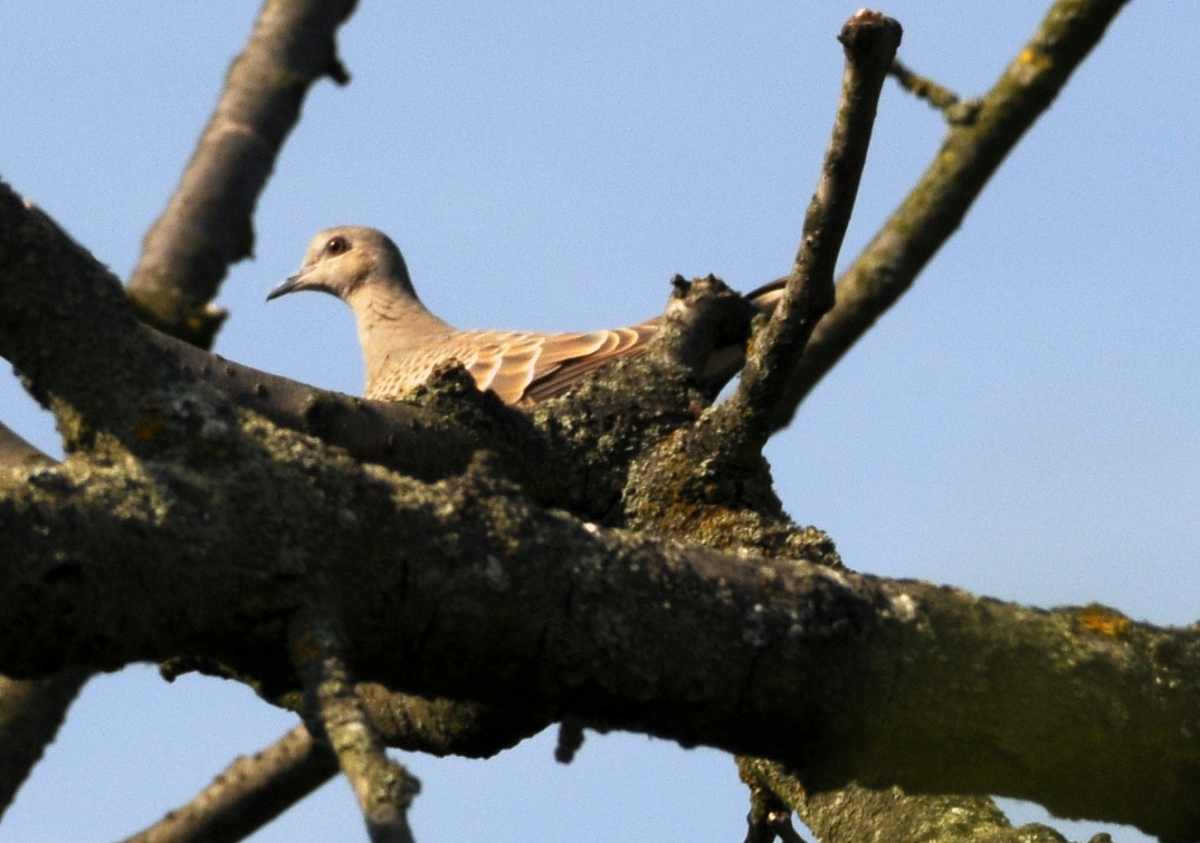
Streptopelia turtur

Ingelheim està dins un projecte de protecció contra les inundacions (Polder Ingelheim am Rhein) que es va completar el 2006. Consta d'un sistema de dics que envolten 162 hectàrees(majoritàriament terres de cultiu) i té capacitat per 4,5 milions de metres cúbics d'aigua. Evitarien danys en cas d'una inundació del Rin, amb un nivell d'aigua de 690 cm en cabal que es rebaixaria mitjançant la reducció de les aletes de l'estructura d'entrada i sortida d'aigua. Això va ocórrer per primera vegada la nit del 16 de gener del 2011.,

## Història

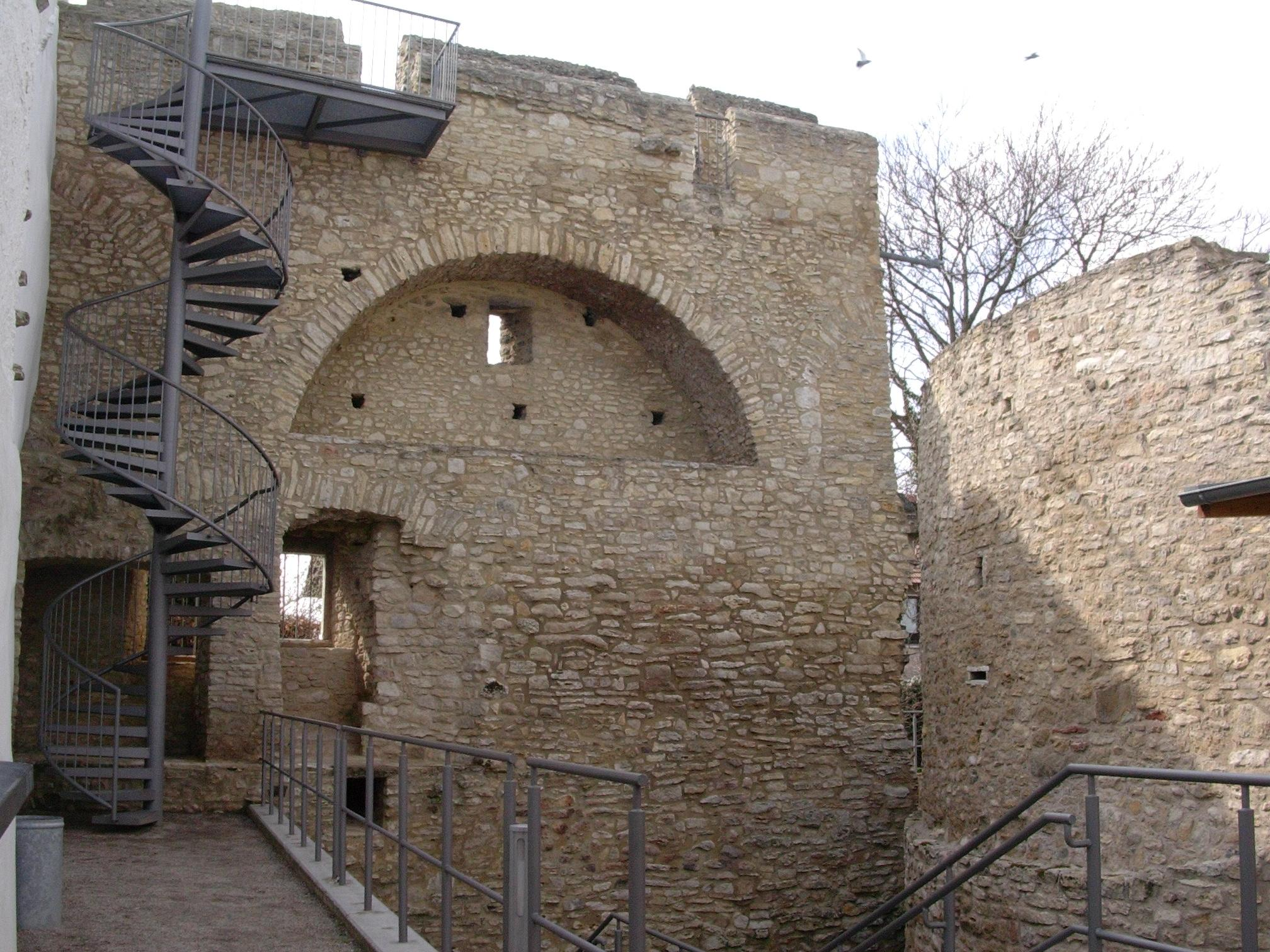
Restes de l'antic palau imperial carolingi.,

La zona d'Ingelheim ha estat habitada des de la prehistòria. La localitat va començar a tenir importància des dels temps de Carlemany i els seus successors. Carlemany va triar aquest lloc per a ser un dels lloc on se celebraven reunions de la dieta imperial. El seu fill i successor, l'emperador Lluís el Pietós també va escollir Ingelheim per residir-hi algunes temporades i celebrar reunions a causa de la seva situació central entre els territoris dels francs occidentals i els francs orientals. Allà hi va passar els últims dies, morint el 20 de juny del 840.

Durant els segles IX i X, va ser la seu de nou sínodes.
Al llarg de l'Edat mitjana, i amb el repartiment definitiu de l'imperi carolingi en dos estats diferenciats governats per diferents reis, Ingelheim va perdre gradualment la seva importància. El palau imperial es va anar deteriorant, ja que els reis preferien la nova construcció del Castell de Heidelberg.

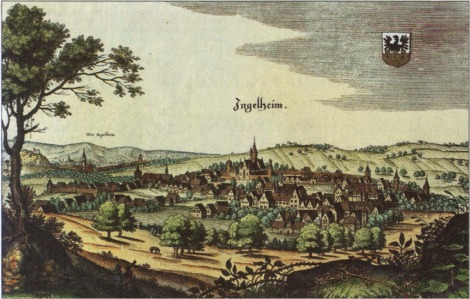
Dibuix del 1645

Durant els segles XV i XVI a Ingelhem hi va haver un destacat tribunal de justícia (kurpfälzischen Hofgericht), els documents del qual es conserven avui dia i són clau per a l'estudi de la Història del Dret alemany. L'any 1648 amb la Pau de Westfalia es va establir un nou tribunal que va acabar amb els antics judicis sobre acusacions de bruixeria.

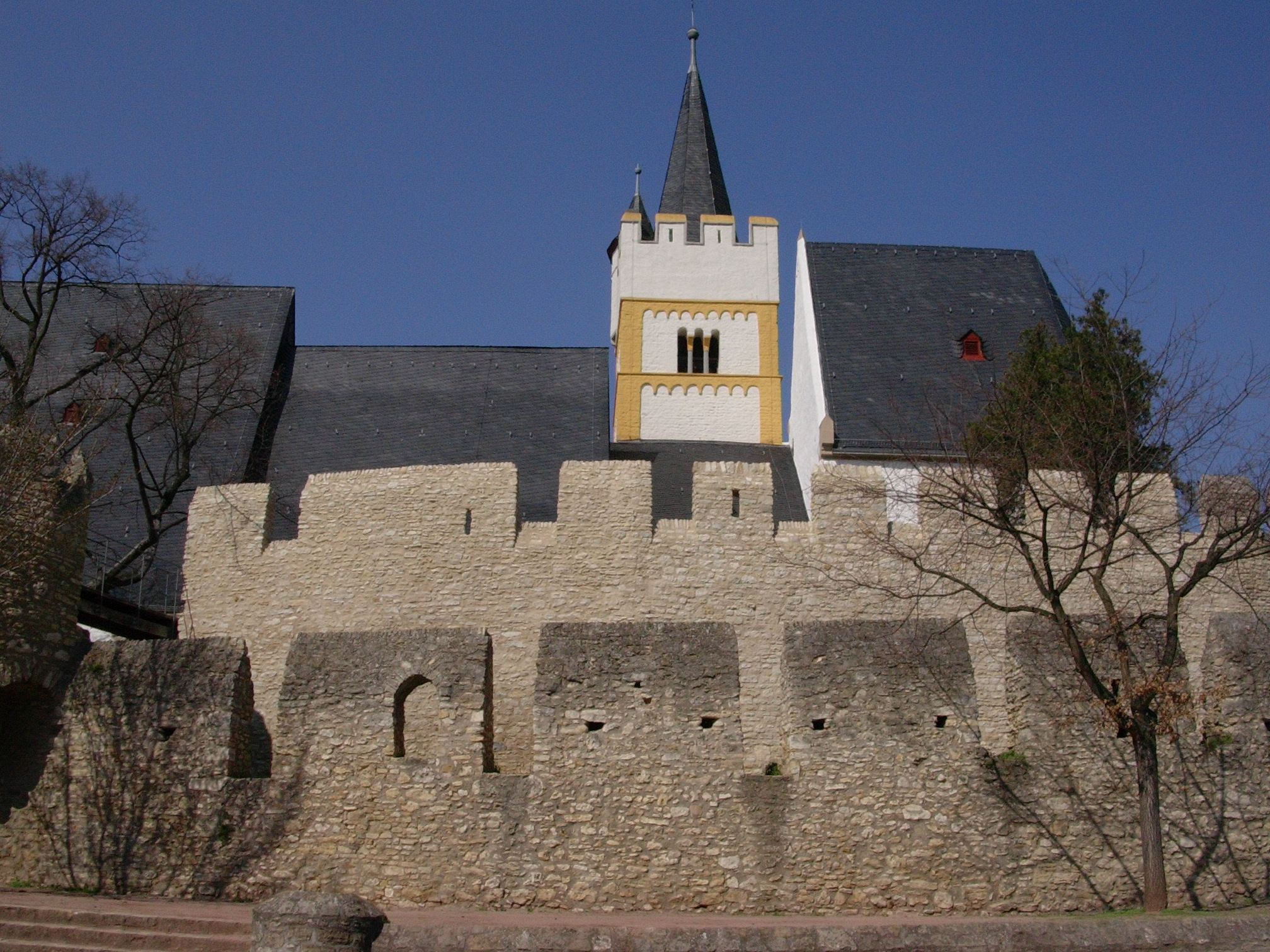
Església dins del recinte de l'antic palau imperial.

La reforma luterana va ser introduïda el 1556 pel príncep elector de Heildelberg Otto Heinrich, i més profundament el 1656 per Frederic de Wittelsbach. Hi va haver controvèrsia quan a l'ús de les esglésies per les diferents comunitats cristianes (calvinistes,evangelistes,catòlics) i quan als diners per al seu sosteniment. La pau va arribar amb una llei del 1698 per a l'ús comú dels edificis (Simultaneum) i amb el repartiment de 1.705 propietats de l'Església entre catòlics i protestants. Pel que fa a Ingelheim, la parròquia catòlica de Nieder-Ingelheim va rebre l'edifici de Sant Remigi, la comunitat protestant l'església en ruïnes de l'antic palau imperial. A Ober-Ingelheim, als catòlics, per ser més nombrosos que els reformats, sel's va adjudicar una església en construcció: Sant Miquel. El 1737 els jesuites van afegir la Missionsgut a Nieder-Ingelheim. Aquest edifici constava d'una biblioteca amb 336 obres i va estar en ús fins i tot després de la dissolució de l'orde, fins a la secularització del període francès.

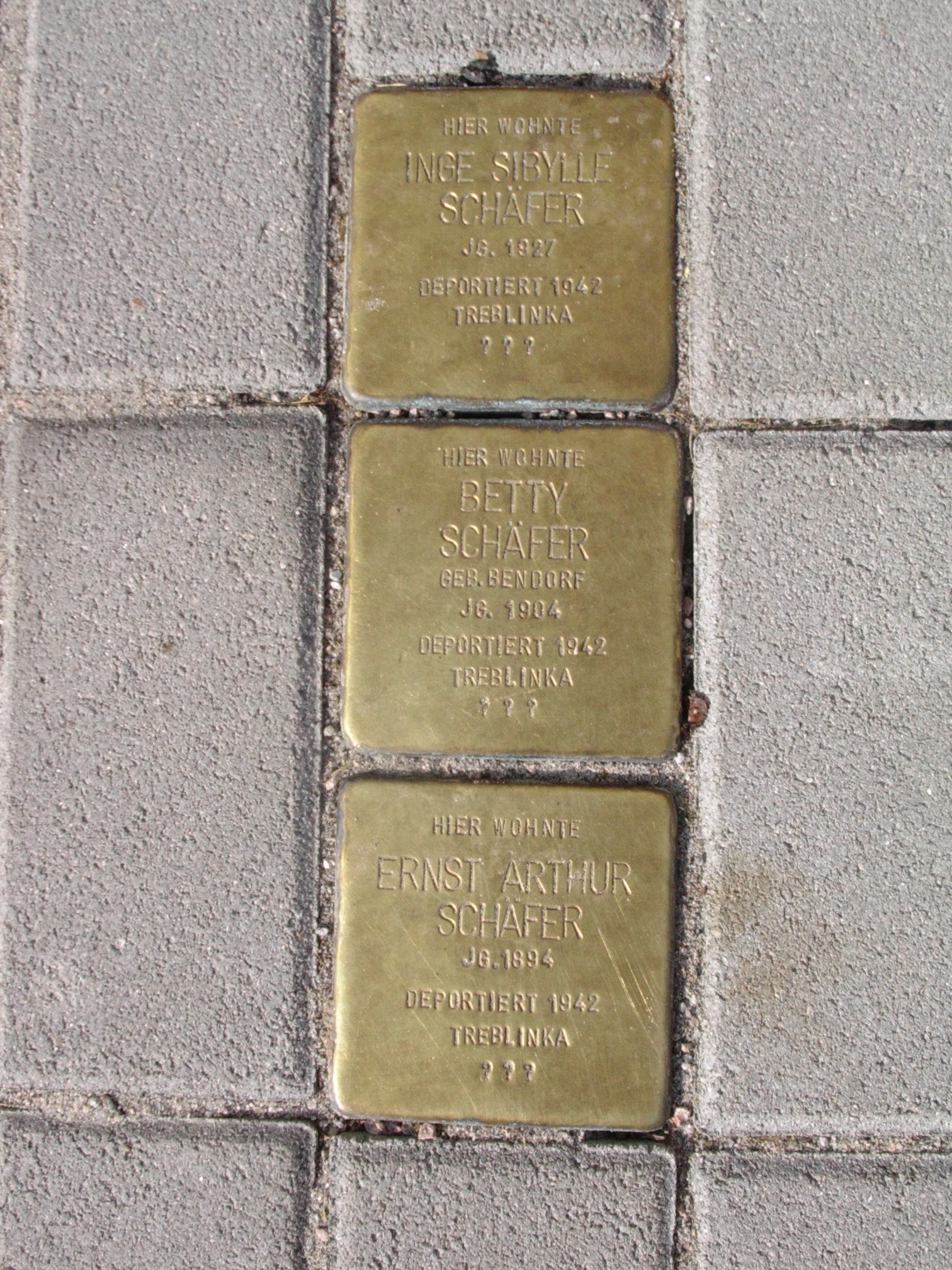
Rajoles commemoratives als jueus deportats i assassinats.

A finals de segle xviii, les tropes napoleòniques van fer servir Ingelheim com a base per abastir les seves tropes. Amb el Tractat de Campoformio (1797) aquesta ciutat i totes les situades a l'oest del Rin van passar a ser territori francès. El govern napoleònic va portar el 1804 una nova administració que incloïa Ingelheim en el districte Oberingelheim dins el Departament de Donnersberg. Amb la batalla de Leipzig el 1814, els prussians van ocupar la zona. El 1816 va passar a formar part del ducat Hesse-Darmstadt dins la província Rheinhessen, però aquesta distribució va canviar el 1835, quedant incorporada en el cercle administratiu de Bingen. A partir del 1860 es va convertir en zona industrial, afavorida per la creació de la línia ferroviària.
L'any 1939, les localitats de Nieder-Ingelheim, Ober-Ingelheim i Frei-Weinheim es van fusionar en un sol municipi formant la ciutat de Ingelheim am Rhein.
Els bombardeigs de la Segona Guerra Mundial no van afectar la localitat, essent l'única ciutat entre Koblenz (Coblença) i Mainz (Magúncia) que no van ser destruïdes. Ingelheim és en l'actualitat el centre administratiu de la comarca de Renania-Palatinat i la capital del districte Mainz-Bingen.

## Clima

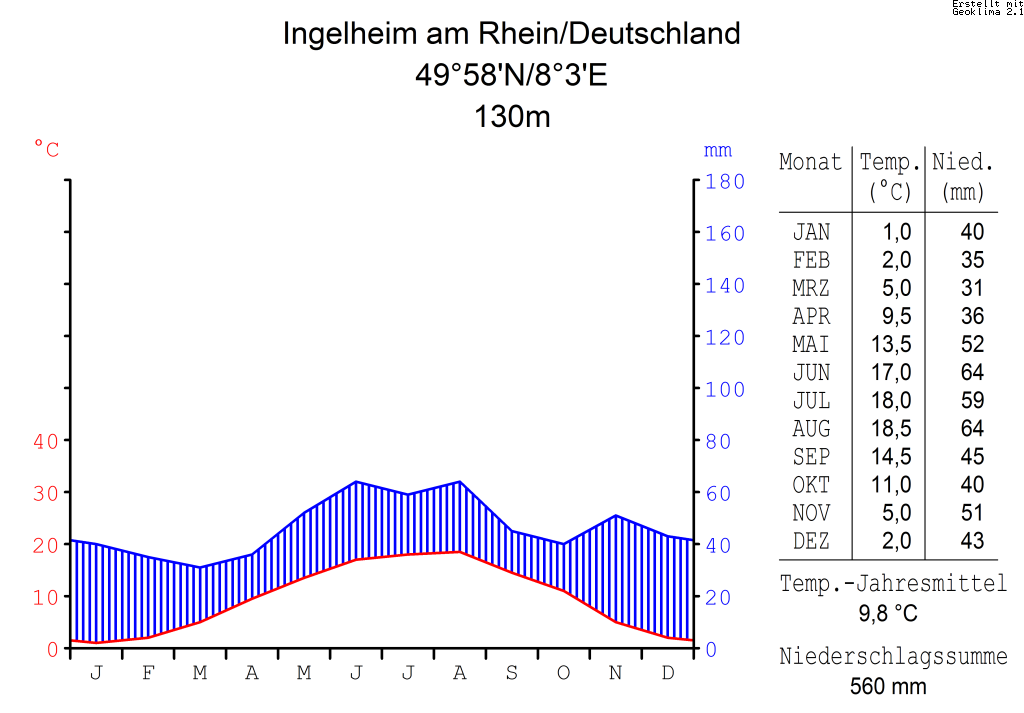
Gràfic del clima

La temperatura mitjana anual és de 9'8 ° C. Els mesos més calorosos són juliol i agost amb una mitjana de 18 o 18'5 ° C, el gener més fred amb 1 ° C de mitjana. Les pluges es presenten al juny i a l'agost, amb una mitjana de 64mm; el març és el mes menys plujós amb una mitjana de 31 mil·límetres. Igual que la resta de Rheinhessen també Ingelheim està a recer de les muntanyes (Hunsrück, Taunus, Odenwald i Thunder). Per tant, la precipitació mitjana anual és de només 560 mil·límetres.

## Administració

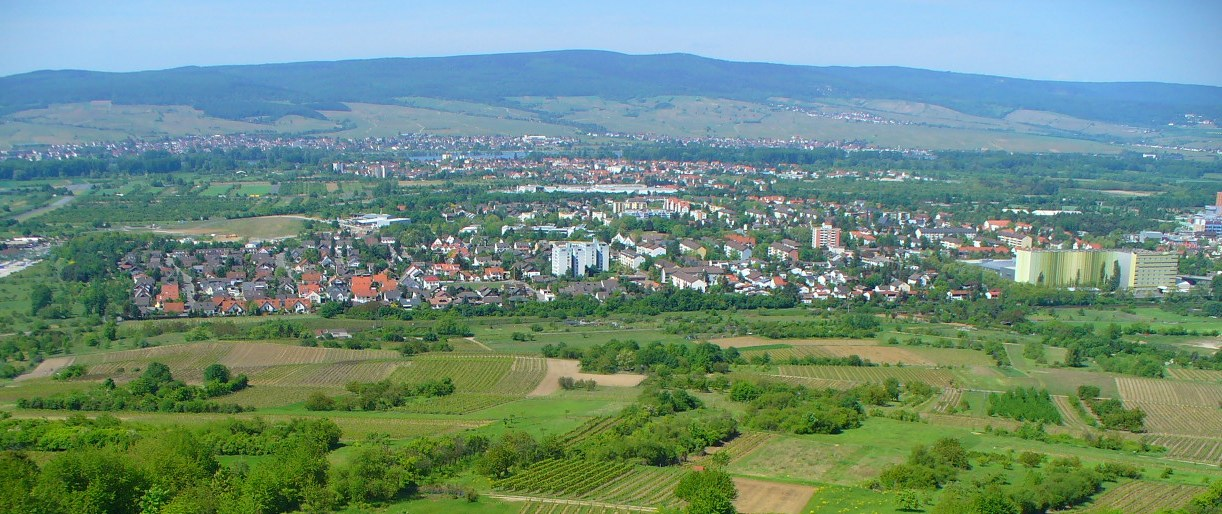
Vista panoràmica des de la banda oest d'Ingelheim

### Comunitats veïnes
Ingelheim limita amb les següents comunitats:
Riba dreta del Rin: Geisenheim, Oestrich-Winkel
Riba esquerra del Rin: Heidesheim am Rhein i Wackernheim com a part de la comunitat de Heidesheim am Rhein, Verbandsgemeinde Nieder-Olm, Schwabenheim i Gau-Algesheim, Bingen am Rhein

### Organització territorial de la ciutat
Ingelheim es divideix en sis barriades. En parèntesi s'indica els noms d'abans de la reforma administrativa del 1939.
Ingelheim-Mitte (Nieder-Ingelheim)
Ingelheim-Nord (Frei-Weinheim)
Ingelheim-Süd (Ober-Ingelheim)
Sporkenheim
Groß-Winternheim
Ingelheim-West

### Els escuts heràldics
Cada districte de la ciutat tenia anteriorment el seu propi escut heràldic i encara es fan servir de forma no oficial. L'excepció és Nieder-Ingelheim Sporkenheim que no té un escut d'armes a causa del seu origen no històric, així com la West-Ingelheim no va existir fins a la dècada de 1960. Però, ja que es troben a l'antic barri baix-Ingelheim, fan servir el mateix escut d'armes que Nieder-Ingelheim.

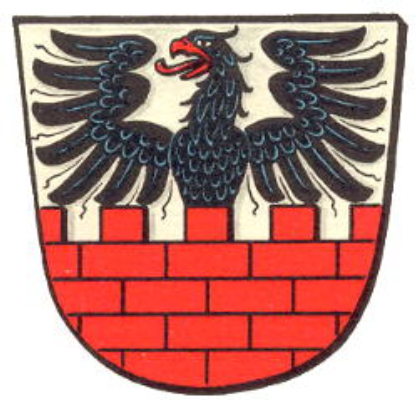
Nieder-Ingelheim
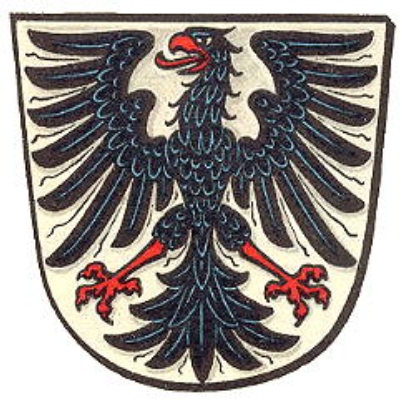
Ober-Ingelheim
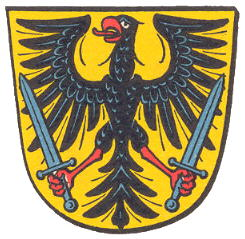
Frei-Weinheim
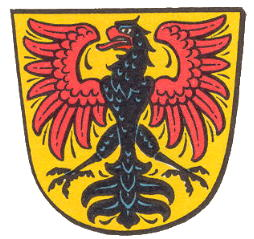
Großwinternheim

## Economia

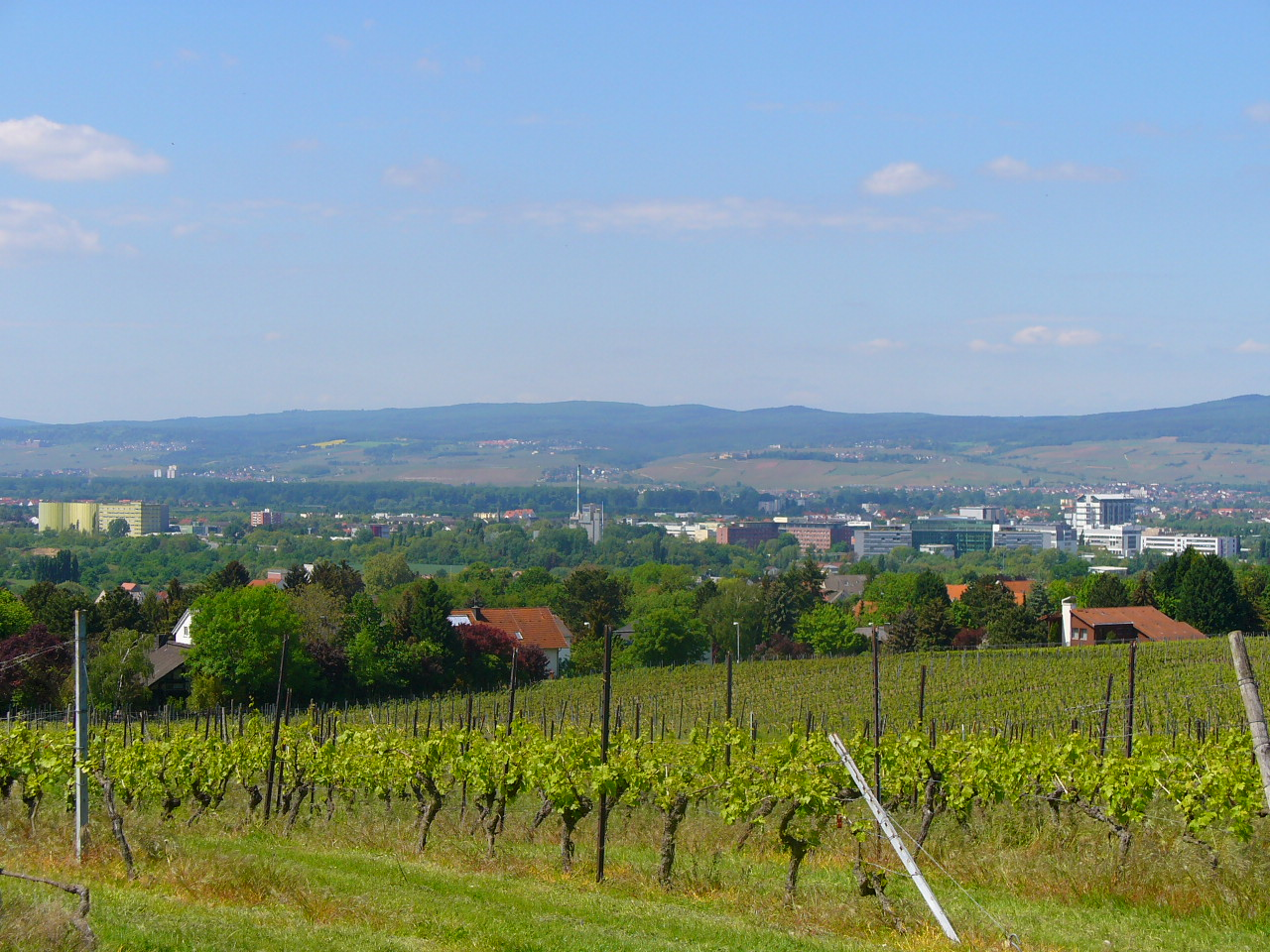
Vinyes amb vistes a la fàbrica Boehringer.

Ingelheim és la ciutat més rica de Renània-Palatinat, amb uns ingressos de 200 milions d'euros provinents dels impostos que paguen les empreses ubicades a la rodalia de la ciutat. La zona industrial acull la seu central de Boehringer Ingelheim, una de les 20 empreses farmacèutiques més importants del món. Una altra empresa destacada és la Rheinhessische Energie- und Wasserversorgungs-GmbH de subministrament d'aigua i energia.Altres empreses amb seu a Ingelheim són: Weber-Stephen Products Co., EA Phenomic (de programari informàtic),i PaX AG (fabricant de portes).
L'agricultura també té un lloc destacat en l'economia local: 4.986 hectàries. A la zona oest hi ha terrenys ocupats en el conreu d'espàrrecs, arbres fruiters (principalment el cirerer) i vinyes (321 ha per al vi blanc i 324 ha per al vi negre).

## Cultura

### Edificis històrics

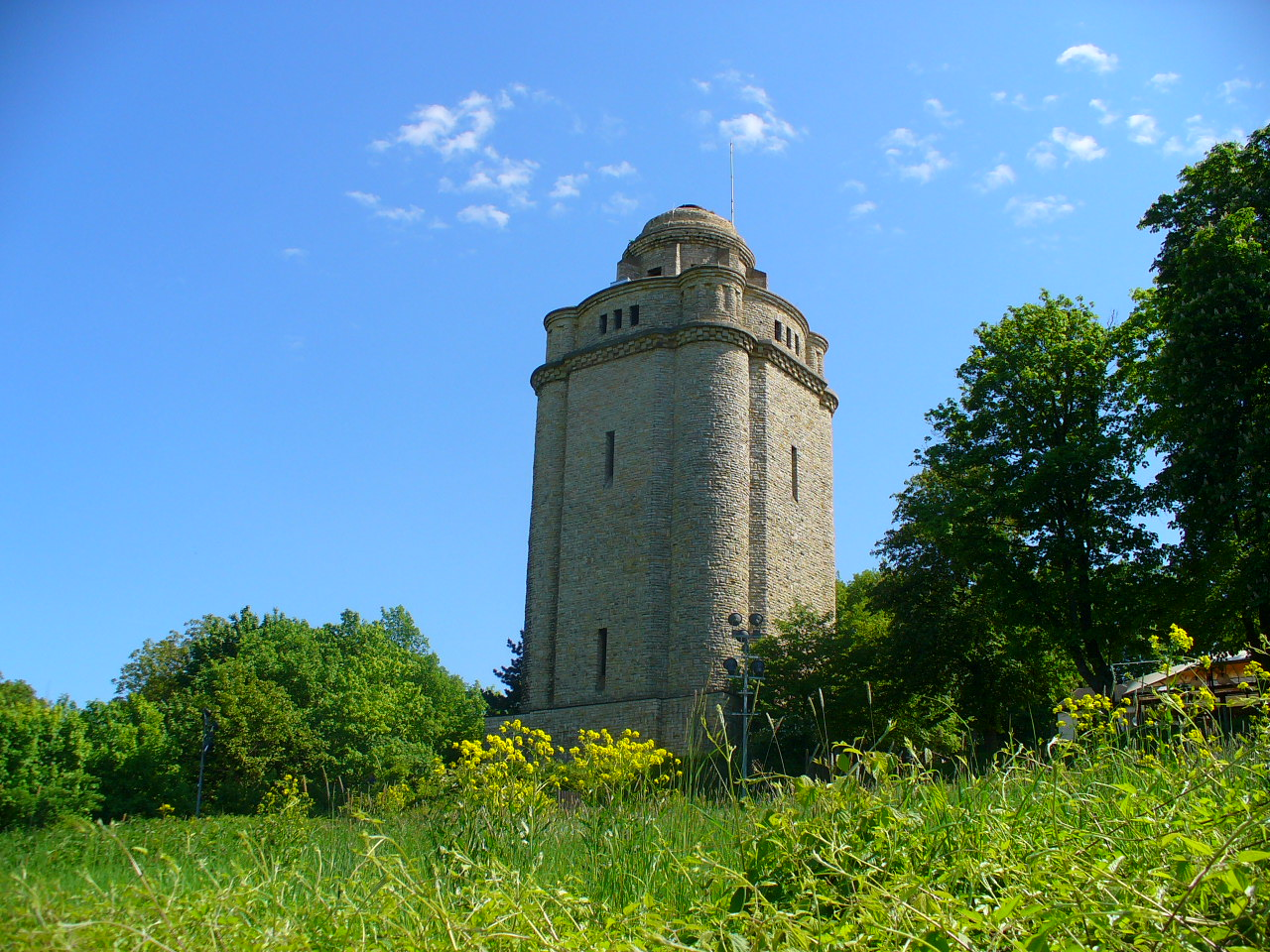
Bismarkturm

A Ingelheim hi ha diverses construccions d'interès cultural, per exemple les restes de l'antic castell-palau imperial, o les esglésies barroques. Encara es conserva la porta "Heidenheimer", que era la sortida més oriental i a la vegada l'entrada del Palau Imperial en el període carolingi.
La Torre Bismarck (Bismarkturm) és un mirador que data del 1912.

### Esdeveniments socials
El 2011 la fundació Vida a la ciutat va atorgar a Ingelheim el títol de ciutat distingida.

Al municipi hi ha un casal de joventut anomenat "Yellow" inaugurat el 2010 i un centre de trobada intergeneracional (el Mehrgenerationenhaus)inaugurat el 2009.

Per als amants de la lectura hi ha una gran biblioteca i per als qui prefereixen les pel·lícules hi ha dues sales de cinema a prop de l'ajuntament.

El museu de l'antic palau mostra unes monedes d'or del temps de Carlemany, úniques en tot Europa.

Entre l'últim cap de setmana de setembre i el primer d'octubre se celebra la festa del vi. L'altre festival important és el de música tradicional (Eurofolk-Festival), que se celebra al juliol.

Per Carnaval cada districte organitza una desfilada de disfresses pels carrers, fent que sigui un dels esdeveniments més esperats.

### Agermanaments
El 24 d'octubre del 1975 l'associació tripartida entre Ingelheim, Autun i Stevenage es va segellar oficialment. Regularment hi ha intercanvis d'estudiants entre aquestes ciutats i a més són convidats en cada esdeveniment important.
El 1983 Ingelheim va ser guardonada, per la seva viva relació amb diverses ciutats agermanades,amb una bandera del parlament europeu.
- Autun (França), des del 19 Maig del 1963
- Stevenage (Regne Unit), des del 28 de setembre del 1963
- Berlin-Kreuzberg (Alemanya), des del 1971
- San Pietro in Cariano (Itàlia), des del 1984
- Limbach-Oberfrohna (alemanya), des del 1990
- Nysa (Polen), des del 2002

Des del 1991 el nom d'Ingelheim està associat al Boeing 737-530 de Lufthansa (La ciutat està a 48 km de l'aeroport de Frankfurt). El 28 de juny de 2001 la ciutat va homenatjar el "D-ABJE (SN 25310/2126)" fent una aliança amb una llanxa de la marina alemanya, la S58 Pinguin.

### Persones destacades

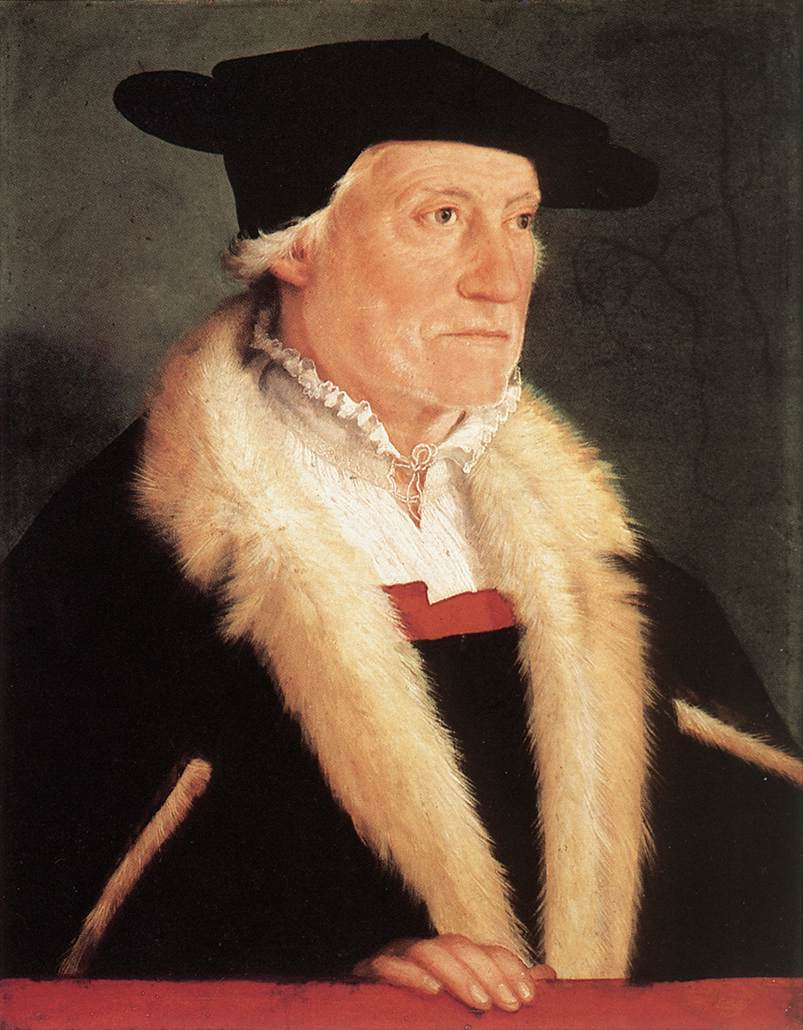
Sebastian Münster, autor de la Cosmographia Universalis, nascut a Ingelheim.

Al llarg de la història diverses persones destacades van viure a Ingelheim:
- Carles el Gras, hi va celebrar una dieta l'any 807.
- Lluís el Pietós,van morir l'estiu del 840 en una tenda de campanya en una illa del Rin que hi ha l'entrada d'Ingelheim.
- Sebastian Münster (1488 Nieder-Ingelheim - 1552 a Basilea), astrònom, cartògraf i estudiós de la llengua hebrea.
- Anselm Franz d'Ingelheim (1634–1695), arquebisbe de Mainz.
- Anton Otto von Closs († 1737), elector del Palatinat.
- Jean-Baptiste Kléber,general francès.
- Martin Mohr (1788 Warmsroth- 1865 Ingelheim), membre de l'Assemblea Nacional de Frankfurt.
- Wilhelm Hermann Carl von Erlanger (1834 Frankfurt am Main- 1909 Ingelheim), advocat del banc del seu pare.
- Eduard Douwes Dekker (1820 Amsterdam- 1887 Ingelheim am Rhein), escriptor i historiador.
- Albert Boehringer (1861 a Stuttgart - 1939 a Ingelheim), industrial.
- Paul Darius (1893-1962), arquitecte.
- Irmgard von Opel (1907 Rüsselsheim- 1986 Ingelheim), empresària.
- Fritz Fischer (1912 Berlin-Tegel - 2003 Ingelheim), cirurgià.
- Richard von Weizsäcker, entre 1962 i 1966 director de l'empresa Boehringer.
- Klaus Ahlheim (* 1942 Saarbrücken), Teòleg.
- Carsten Lenz (* 1970), músic.

## Religió

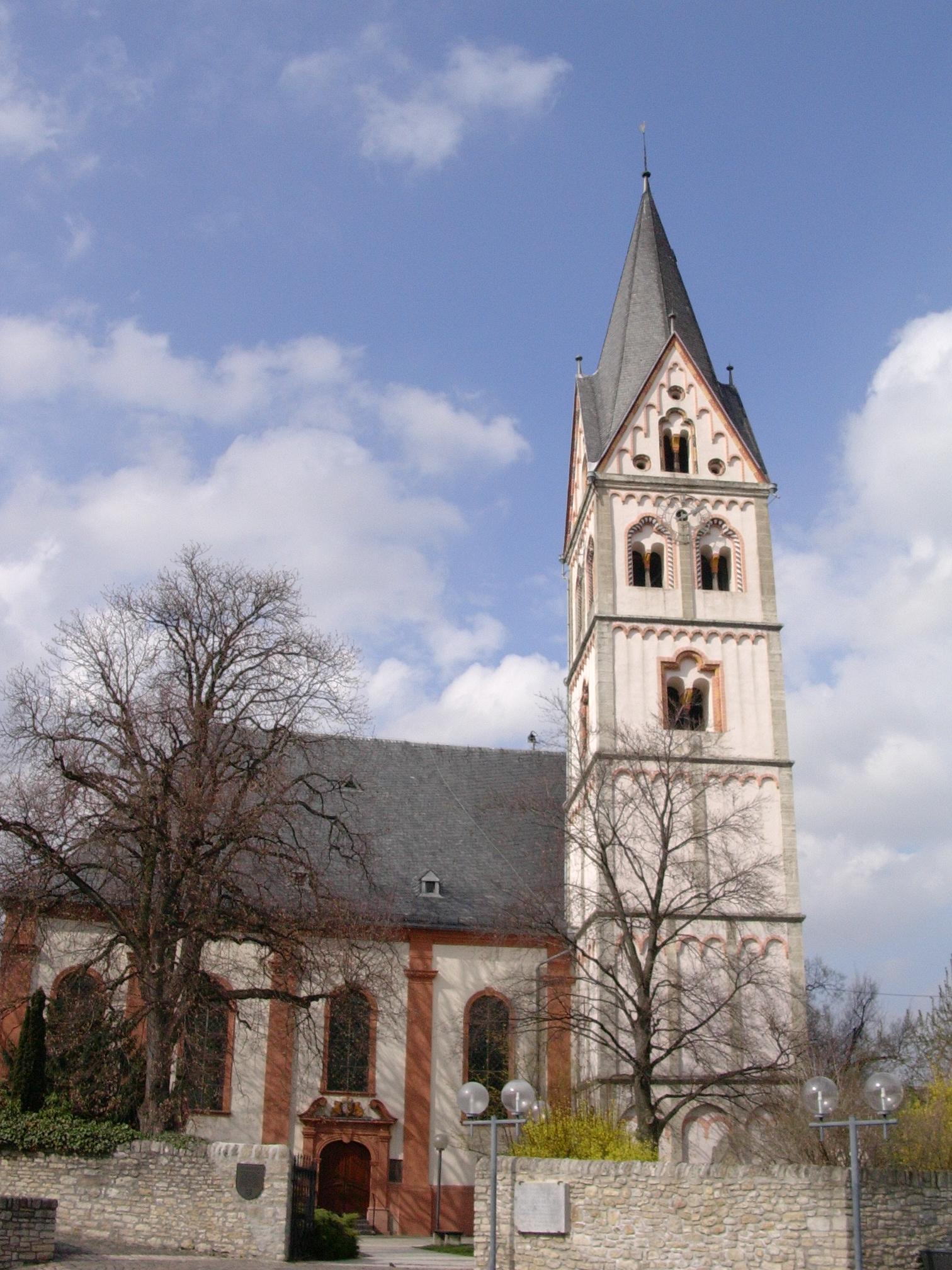
església de sant Remigi

Segons l'estudi estadístic del 2004 els habitants d'Ingelheim es declaraven membres de la següents religions:
protestants 36%
catòlics 34%
ateus 24%
ns/nc 2%
Les sis parròquies catòliques depèn del bisbat de Mainz i del decanat de Bingen.
Les cinc comunitats protestants pertanyen a l'Església Evangèlica de Hesse i Nasau, estant dirigides des de Mainz.
A més existeixen petites comunitats de baptistes, humanistes, islàmics i Testimonis de Jehová.
Fins al 1942 hi va haver una comunitat de jueus, instal·lats des del segle xvi. El 1850 residien a Ingelheim uns dos-cents jueus i el 1933 només quedaven 134. Entre el 1840/41 es va construir una sinagoga, la qual va ser destruïda durant la nit dels vidres trencats. Els jueus van ser deportats a camps de concentració. Avui dia hi ha a la ciutat una monument erigit en memòria dels jueus morts en aquella època.